# Cole Aldrich
Cole David Aldrich (ur. 31 października 1988 w Burnsville) – amerykański koszykarz, występujący na pozycji środkowego.

## Szkoła średnia i college
Uczęszczał do szkoły średniej Bloomington Jefferson High School położonej w Bloomington. W ostatnim roku nauki został wybrany najlepszym koszykarzem stanu przez dzienniki St. Paul Pioneer Press i Minneapolis Star-Tribune, biorąc także udział w meczu gwiazd organizowanym przez McDonald’s.
Po ukończeniu szkoły średniej, Aldrich kontynuował naukę na uniwersytecie Kansas. W debiutanckich rozgrywkach nie grał zbyt dużo, ze względu na obecność w zespole Darrella Arthura, Saszy Kauna i Darnella Jacksona. Jego zdobycze to zaledwie 2,8 punktu, 3 zbiórki w trakcie 8,3 minut na mecz. W swoim najlepszym występie zdobył 11 punktów i zebrał 11 piłek 3 marca 2008 w pojedynku z Texas Tech. Był też ważnym zawodnikiem półfinałowego spotkania Final Four przeciwko drużynie North Carolina, rozegranego 5 kwietnia 2008. Zagrał 16 minut i zdobył w tym czasie 7 punktów, zebrał 8 piłek i zablokował 4 rzuty rywali. W finale jego Kansas pokonali Memphis i zdobyli mistrzostwo NCAA.
Po odejściu trójki wysokich graczy do NBA lub Europy, Aldrich został podstawowym środkowym drużyny. W pierwszych 29 meczach zdobywał średnio 15,1 punktu i 10,8 zbiórek w trakcie 29.7 minut gry. 23 lutego 2009 zanotował rekordowe w karierze 20 zbiórek. 8 marca 2009 został wybrany do drużyny najlepszych zawodników konferencji Big 12. 22 marca 2009 został pierwszym zawodnikiem w historii Kansas, który zanotował triple-double. W spotkaniu z Dayton zdobył 13 punktów, zebrał 20 piłek i zanotował 10 bloków.
W trakcie ostatniego roku gry 15 razy kończył mecz z double-double. Został wybrany do drużyny najlepszych graczy oraz obrońców konferencji Big 12. Poprowadził swoją drużynę do bilansu 33-3.

## NBA

### Oklahoma City Thunder
24 czerwca 2010 został wybrany z 11 numerem draftu przez New Orleans Hornets. Tego samego dnia razem z Morrisem Petersonem trafił do Oklahoma City Thunder w wymianie za Craiga Brackinsa i Quincy Pondextera. 6 sierpnia 2010 podpisał dwuletni kontrakt z Thunder z opcją przedłużenia po stronie drużyny na kolejne dwa lata. Debiut w NBA zanotował już 31 października 2010 w spotkaniu z Utah Jazz. Zdobył 5 punktów, zanotował 2 zbiórki i 1 przechwyt w trakcie 11 minut gry. W całym sezonie rozegrał 18 meczów, grając średnio po 7,9 minut. W tym czasie zdobywał 1,0 punktu i 1,9 zbiórki na mecz.
W swoim debiutanckim sezonie trzykrotnie był wysyłany do gry w lidze NBDL w barwach Tulsa 66ers. Rozegrał dla nich łącznie 21 meczów, zdobywając średnio 10,3 punktu na mecz, a także notując 8,6 zbiórki i 2,6 bloku. Ten ostatni wynik dał mu siódme miejsce w końcowej klasyfikacji najlepiej blokujących. 28 czerwca 2011 Oklahoma City Thunder wykorzystali zapis w kontrakcie Aldricha i przedłużyli jego umowę do końca rozgrywek 2012-13.
W drugim sezonie jego rola się nie zmieniła. Wciąż grał tylko wtedy, gdy wynik meczu był już rozstrzygnięty. Najlepsze spotkanie rozegrał 3 marca 2012 przeciwko Atlanta Hawks. Zdobył wtedy 6 punktów, miał 7 zbiórek i 3 bloki w trakcie 14 minut gry. W całym sezonie zagrał w 26 meczach, średnio po 6.7 minut w każdym. Zdobywał 2,2 punktu i 1,8 zbiórki na mecz. Wystąpił także w 5 spotkaniach play-off. Na boisku przebywał przez 5,0 minut, zdobywając 2,0 punkty i 2,6 zbiórek.

### Houston Rockets
27 października 2012 został wymieniony do Houston Rockets razem z Daequanem Cookiem, Jamesem Hardenem i Lazarem Haywardem za Jeremy’ego Lamba, Kevina Martina i wybory w przyszłych draftach. W barwach Rockets zadebiutował 2 listopada 2012 w meczu z Atlanta Hawks rzucając 4 punkty w 13 minut gry. Najlepszy mecz zagrał 8 lutego 2013 przeciwko Portland Trail Blazers. Zdobył wtedy 6 punktów, zanotował 4 zbiórki, 1 asystę i 2 bloki w 14 minut gry. Łącznie dla Rakiet zagrał w 30 meczach, średnio po 7,1 minut. Zdobywał w tym czasie 1,7 punktu i 1,9 zbiórki na mecz.

### Sacramento Kings
20 lutego 2013 został wymieniony przez Houston Rockets razem z Toneyem Douglasem i Patrickiem Pattersonem do Sacramento Kings za Francisco Garcię, Tylera Honeycutta i Thomasa Robinsona. W barwach Kings zadebiutował 3 marca w wygranym meczu z Charlotte Bobcats, zdobywając 2 punkty. 14 kwietnia w spotkaniu z Houston Rockets ustanowił dwa rekordy kariery, zdobywając po 12 punktów i zbiórek. Było to jednocześnie jego pierwsze w karierze double-double. Zaledwie dzień później w meczu ze swoim drugim byłym klubem - Oklahoma City Thunder wyrównał rekord w punktach i poprawił o 1 w zbiórkach.

### New York Knicks
24 września 2013 podpisał kontrakt z New York Knicks. W barwach nowego zespołu zadebiutował 8 listopada 2013 w spotkaniu przeciwko Charlotte Bobcats. 12 marca 2014 w meczu przeciwko Boston Celtics wyszedł w pierwszej piątce, zaliczając double-double. Zdobył w tym spotkaniu 12 punktów, zebrał 10 piłek i zablokował 3 rzuty. 16 kwietnia w meczu z Toronto Raptors Aldrich ponownie wyszedł w pierwszym składzie i zagrał najlepszy mecz w karierze. Rzucił 13 punktów, zebrał 16 piłek i zablokował 5 rzutów. Rozgrywki zakończył notując średnio 2,0 punktu, 2.8 zbiórki i 0,7 bloku na mecz. 11 lipca 2014 przedłużył kontrakt z Knicks o kolejny sezon.
13 lipca 2015 podpisał umowę z klubem Los Angeles Clippers. Dokładnie rok później związał się z drużyną Minnesoty Timberwolves. 30 czerwca 2018 został zwolniony przez klub. 18 września dołączył do Atlanty Hawks. 2 października został zwolniony.

## Osiągnięcia
Stan na 23 września 2018, na podstawie, o ile nie zaznaczono inaczej.
NCAA
- Mistrz NCAA (2008)
- Uczestnik:
  - rozgrywek Sweet Sixteen turnieju NCAA (2008, 2009)
  - turnieju NCAA (2008–2010)
- Mistrz:
  - turnieju konferencji Big 12 (2008, 2010)
  - sezonu regularnego konferencji Big 12 (2008–2010)
- Academic All-American Team Member of the Year (2010)
- Obrońca roku konferencji Big 12 (2009, 2010)[34]
- Zaliczony do:
  - I składu:
    - Big 12 (2009, 2010)
    - defensywnego Big 12 (2009, 2010)
    - turnieju Big 12 (2010)
    - Academic All-American (2010)

  - II składu All-American (2010)
- Drużyna Kansas JayHawks zastrzegła należący do niego numer 45

NBA
- Wicemistrz NBA (2012)[35]

## Statystyki
Stan na koniec sezonu 2018/19

### College
| Sezon   | Drużyna | M   | S5 | MPG  | FG%   | 3P%  | FT%   | RPG  | APG | SPG | BPG | PPG  |
| ------- | ------- | --- | -- | ---- | ----- | ---- | ----- | ---- | --- | --- | --- | ---- |
| 2007/08 | Kansas  | 40  | 0  | 8,3  | 51,8% | 0,0% | 68,4% | 3,0  | 0,1 | 0,3 | 0,9 | 2,8  |
| 2008/09 | Kansas  | 35  | 0  | 29,6 | 59,8% | 0,0% | 79,2% | 11,1 | 1,0 | 0,6 | 2,7 | 14,9 |
| 2009/10 | Kansas  | 36  | 0  | 26,8 | 56,2% | 0,0% | 67,9% | 9,8  | 0,9 | 0,8 | 3,5 | 11,3 |
| Razem   |         | 111 | 0  | 21,0 | 57,4% | 0,0% | 72,9% | 7,7  | 0,6 | 0,5 | 2,3 | 9,4  |

### NBDL
| Sezon   | Drużyna     | M  | S5 | MPG  | FG%   | 3P%  | FT%   | RPG | APG | SPG | BPG | PPG  |
| ------- | ----------- | -- | -- | ---- | ----- | ---- | ----- | --- | --- | --- | --- | ---- |
| 2010/11 | Tulsa 66ers | 21 | 21 | 29,3 | 54,4% | 0,0% | 80,4% | 8,6 | 1,3 | 0,5 | 2,6 | 10,3 |
| Razem   |             | 21 | 21 | 29,3 | 54,4% | 0,0% | 80,4% | 8,6 | 1,3 | 0,5 | 2,6 | 10,3 |

### NBA
Na podstawie Basketball-Reference.com (ang.)

#### Sezon regularny
| Sezon   | Drużyna       | M   | S5 | MPG  | FG%   | 3P% | FT%   | RPG | APG | SPG | BPG | PPG |
| ------- | ------------- | --- | -- | ---- | ----- | --- | ----- | --- | --- | --- | --- | --- |
| 2010/11 | Oklahoma City | 18  | 0  | 7,9  | 53,3% | –   | 50,0% | 1,9 | 0,2 | 0,3 | 0,4 | 1,0 |
| 2011/12 | Oklahoma City | 26  | 0  | 6,7  | 52,4% | –   | 92,9% | 1,8 | 0,1 | 0,3 | 0,6 | 2,2 |
| 2012/13 | Houston       | 30  | 0  | 7,1  | 53,5% | –   | 44,4% | 1,9 | 0,2 | 0,1 | 0,3 | 1,7 |
| 2012/13 | Sacramento    | 15  | 0  | 11,7 | 56,8% | –   | 72,7% | 4,2 | 0,2 | 0,1 | 0,9 | 3,3 |
| 2013/14 | New York      | 46  | 2  | 7,2  | 54,1% | –   | 86,7% | 2,8 | 0,3 | 0,2 | 0,7 | 2,0 |
| 2014/15 | New York      | 61  | 16 | 16,0 | 47,8% | –   | 78,1% | 5,5 | 1,2 | 0,6 | 1,1 | 5,5 |
| 2015/16 | L.A. Clippers | 60  | 5  | 13,3 | 59,6% | –   | 71,4% | 4,8 | 0,8 | 0,8 | 1,1 | 5,5 |
| 2016/17 | Minnesota     | 62  | 0  | 8,6  | 52,3% | –   | 68,2% | 2,5 | 0,4 | 0,4 | 0,4 | 1,7 |
| 2017/18 | Minnesota     | 21  | 0  | 2,3  | 33,3% | –   | 33,3% | 0,7 | 0,1 | 0,1 | 0,0 | 0,6 |
| Razem   |               | 339 | 23 | 10,0 | 52,7% | –   | 73,8% | 3,3 | 0,5 | 0,4 | 0,7 | 3,1 |

#### Play-offy
| Sezon | Drużyna       | M  | S5 | MPG  | FG%   | 3P% | FT%   | RPG | APG | SPG | BPG | PPG |
| ----- | ------------- | -- | -- | ---- | ----- | --- | ----- | --- | --- | --- | --- | --- |
| 2012  | Oklahoma City | 5  | 0  | 5,0  | 44,4% | –   | 50,0% | 2,6 | 0,0 | 0,0 | 0,0 | 2,0 |
| 2016  | L.A. Clippers | 6  | 0  | 12,8 | 66,7% | –   | 50,0% | 5,0 | 0,5 | 1,0 | 0,5 | 3,8 |
| Razem |               | 11 | 0  | 9,3  | 58,3% | –   | 50,0% | 3,9 | 0,3 | 0,5 | 0,3 | 3,0 |